# Anastacia
Anastacia Lyn Newkirk, känd under artistnamnet Anastacia, född 17 september 1968 i Chicago, Illinois, är en amerikansk popsångare, låtskrivare, musikproducent och tidigare dansare.

## Biografi
Anastacia växte upp i Chicago med fadern Robert Newkirk som var sångare och modern Diane Hurley, Broadwayartist. I hennes tidiga tonår skilde sig föräldrarna och hon flyttade med modern till New York, där hon gick i skolan i Professional Children's School, en specialskola för barn verksamma inom musik och scenkonst. På 1980-talet arbetade hon som dansare och bakgrundssångare i MTV-shower och på skivor med olika artister, såsom Tiffany, Salt-N-Pepa, Jamie Foxx och Paula Abdul. Ett par år i slutet av 1990-talet var hon medlem i popgrupp, The Kraze, och gospelgruppen Kurt Carr Singers. Hon sjöng också på några olika skivor duett med sångare som David Morales och Omar Sosa. Först 1998 fick hon större uppmärksamhet i MTV:s talangtävling The Cut, vilket ledde till skivkontrakt med Epic Records skivmärke Daylight Records. Debutalbumet Not That Kind (1999) blev en stor framgång och toppade flera försäljningslistor världen över. Uppföljaren Freak of Nature (2001) var också mycket framgångsrik men nådde dock inte lika stora framgångar som debutalbumet. Tillsammans sålde båda albumen i över 20 miljoner exemplar världen över, främst i Europa och i Oceanien.
Hon skrev även den officiella VM-låten "Boom" till Fotbolls-VM 2002 i Sydkorea/Japan och framförde även låten innan finalen mellan Brasilien och Tyskland i Yokohama.
Under konvalescensen och efterföljande strålbehandling skrev Anastacia sitt tredje album Anastacia som släpptes år 2004 och som genererat singlarna "Left Outside Alone" och "Sick and Tired". Hösten 2008 gav hon ut albumet Heavy Rotation följt av It's a Man's World 2012.
Anastacia har varit borta från musikbranschen några år emellanåt på grund av bröstcancern och andra hälsoproblem. I början av 2013 fick hon återfall av bröstcancern och tvingades ställa in planerade evenemang. Efter genomgripande kirurgiska ingrepp har hon åter tillfrisknat. 2014 utkom det nya albumet Resurrection och 2015 gav hon sig ut på en internationell turné, bland annat för första gången runt i Australien.

## Privatliv
När hon var 13 år drabbades hon av tarmsjukdomen Crohns sjukdom. I januari 2003 fick den då 34-åriga Anastacia diagnosen bröstcancer, vilken hon sedermera opererades för. Som ett led i upplysningskampanjen om bröstcancer startade Anastacia The Anastacia Fund, en organisation som upplyser unga kvinnor om farorna med bröstcancer och uppmuntrar dessa kvinnor att göra mammografier. 
I april 2007 gifte hon sig med sin livvakt Wayne Newton. I april 2010 bekräftades det att de två hade lämnat in en ansökan om skilsmässa.

## Diskografi

### Studioalbum
- 1999: Not That Kind
- 2002: Freak of Nature
- 2004: Anastacia
- 2005: The Best of: Pieces of a Dream
- 2008: Heavy Rotation
- 2012: It's A Mans World
- 2014: Resurrection
- 2017: Evolution

### Singlar
- 1993: One More Chance
- 1993: Forever Luv (duett med David Morales)
- 1998: Mi Negra, Tu Bombón (duett med Omar Sosa)
- 1998: Not That Kind
- 1999: Tienes Un Solo (duett med Omar Sosa)
- 1999: I'm Outta Love
- 2000: Saturday Night's Alright for Fighting (duett med Elton John)
- 2001: Let It Be (duett med Paul McCartney och andra artister)
- 2001: I Ask of You (duett med Luciano Pavarotti)
- 2001: What More Can I Give (duett med Michael Jackson och andra artister)
- 2001: Love Is Alive (duett med Vonda Shepard)
- 2001: Cowboys And Kisses
- 2001: Made For Lovin' You
- 2001: Paid My Dues
- 2002: One Day in Your Life
- 2002: Boom
- 2002: Why'd You Lie To Me
- 2002: You'll Never Be Alone
- 2002: I Thought I Told You That (duett med Faith Evans)
- 2002: You Shook Me All Night Long (duett med Celine Dion)
- 2002: Bad Girls (duett med Jamiroquai)
- 2003: Love Is a Crime
- 2003: We Are the Champions, We Will Rock You, Amandla (duett med Queen, Beyoncé, Bono, och David A. Stewart)
- 2004: Left Outside Alone
- 2004: Sick And Tired
- 2004: Welcome To My Truth
- 2004: Heavy On My Heart
- 2004: I Do (duett med Sonny Sandoval)
- 2005: Everything Burns (duett med Ben Moody)
- 2005: Pieces Of A Dream
- 2006: I Belong To You (duett med Eros Ramazzotti)
- 2007: Sing (duett med Annie Lennox och andra artister)
- 2008: I Can Feel You
- 2008: Absolutely Positively
- 2009: Holding Back the Years (duett med Simply Red)
- 2009: Defeated
- 2009: Stalemate (duett med Ben's Brothers)
- 2010: Safety (duett med Dima Bilan)
- 2010: Burning Star (duett med Natalia Druyts)
- 2011: What Can We Do (A Deeper Love) (duett med Tiësto)
- 2012: If I Was Your Boyfriend (duett med Tony Moran)
- 2012: Dream on
- 2012: Best Of You